# Seznam japonskih poslovnežev
Seznam japonskih poslovnežev in menedžerjev.

## A
- Hironobu Abe
- Yoshisuke Aikawa
- Kunitake Ando
- Rokuro Aojama
- Minoru Arakawa
- Toshio Arima
- Asano Shoichiro

## D
- Kendžiro Den

## F
- Susumu Fujita
- Takeo Fujisawa
- Takeo Fukui

## H
- Masaru Hayami
- Yasuyuki Higuchi
- Kazuo Hirai
- Takafumi Horie
- Hirotoshi Honda
- Soichiro Honda
- Susumu Hosoi

## I
- Masaru Ibuka
- Nobuyuki Idei
- Takeshi Idezawa
- Tetsunari Iida?
- Masami Iijima
- Kozo Iizuka?
- Kosaku Inaba
- Kazuo Inamori
- Shoichiro Irimajiri?
- Rokuro Ishikawa
- Ichirō Isoda
- Masatoshi Ito
- Eitaro Itoyama
- Kunihiko Iwadare
- Hiromichi Iwasa
- Yataro Iwasaki
- Yanosuke Iwasaki

## K
- Toshio Kagami
- Otogo Kataoka
- Nobuhiko Kawamoto
- Takashi Kawamura
- Matsumoto Kenjiro
- Masaki Kishida
- Teisuke Kitayama
- Yoshimitsu Kobayashi
- Yotaro Kobayashi
- Masamichi Kogai
- Mitsuomi Koizumi
- Jun Kondo
- Fusanosuke Kuhara
- Tadashi Kume
- Takeshi Kunibe
- Nobuaki Kurumatani
- Ken Kutaragi

## M
- Maeda Tamon
- Masataka Taketsuru
- Yusaku Maezawa
- Kōnosuke Matsushita (1894-1989)
- Masaharu Matsushita (1912-2012)
- Micubiši?
- Koichi Miyata
- Toru Miyoshi
- Akio Mimura
- Minoru Mori
- Akio Morita (1921-1999)
- Hideo Morita
- Momofuku Ando
- Akira Mori
- Akio Morita
- Hideo Morita

## N
- Tomiro Nagase
- Kunio Nakamura
- Hiroaki Nakanishi
- Tomoko Namba
- Takashi Niino
- Kazuhiko Nishi
- Gudo Wafu Nishijima
- Takashi Nishioka
- Nobuyuki Idei

## O
- Namihei Odaira
- Hiroshi Ogasawara
- Norio Ohga
- Okura Kishichiro
- Masayuki Oku
- Tsunao Okumura
- Fumio Ōtsubo

## S
- Sadayuki Sakakibara
- Ryoichi Sasakawa
- Michitaka Sawada
- Masayoshi Son
- Judži Suzuki
- Michio Suzuki
- Osamu Suzuki (1930-2024) (r. Osamu Macuda)
- Toshihiro Suzuki?

## T
- Yasuo Takei
- Meitaro Takeuči
- Yoshikazu Tanaka
- Mitcuko Totori
- Akio Toyoda
- Riji Toyoda (1913-2013)
- Shoichiro Toyoda
- Kazuhiro Tsuga
- Koichi Tsukamoto
- Satoshi Tsunakawa
- Yoshiaki Tsutsumi

## U
- Jiro Ushio

## W
- Katsuaki Watanabe
- Fumiaki Watari

## Y
- Torakusu Yamaha
- Nobuo Yamamoto
- Keiichiro Yasukawa
- Hiromasa Yonekura
- Tadahiro Yoshida
- Jasujuki Jošinaga